# Selenocarbonylverbindungen

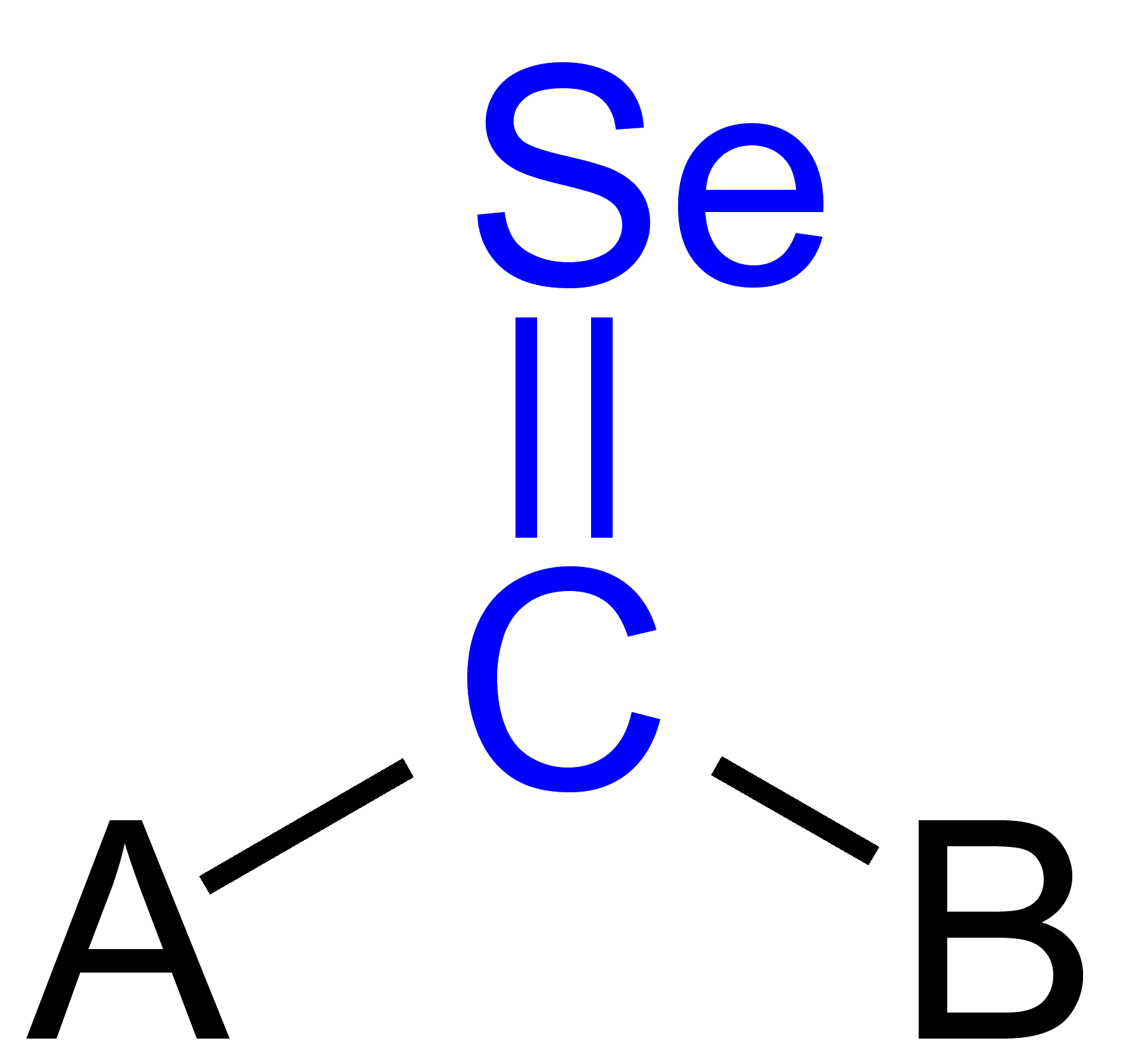
Allgemeine Struktur einer Selenocarbonylverbindung (Selenocarbonylgruppe blau gezeichnet):
Selenoketon: A, B = org. Rest
Selenoaldehyd: A = H, B = org. Rest
Selenoamid: A = NH_{2}, NHR, NR^{1}R^{2}, B = organischer Rest
Selenoharnstoff: A = NH_{2}, NHR, NR^{1}R^{2}, B = NH_{2}, NHR^{3}, NR^{3}R^{4}

Selenocarbonylverbindungen sind Carbonylverbindungen, in denen das Sauerstoffatom einer Carbonylgruppe durch ein Selenatom ersetzt wurde. Selenoaldehyde sind die Selenanaloga von Aldehyden und Selenoketone die Selenanaloga von Ketonen. Selenoamide sind die Selenanaloga von Carbonsäureamiden, Selenoharnstoffe sind Selenanaloga von Harnstoffen.

## Synthese
Carbonylverbindungen werden durch die Reaktion mit Woollins’ Reagenz in Selenocarbonylverbindungen umgewandelt. Alternativ kann auch Selenwasserstoff oder P4Se10 zur Einführung von Selen benutzt werden.